# 北橋建治
北橋 建治（きたはし けんじ、1950年または1951年 - ）は、日本の国土交通技官。関東地方整備局長、四国地方整備局長、建設物価調査会理事長を歴任。瑞宝中綬章受章。

## 経歴・人物
愛媛県出身。1974年に東京大学工学部を卒業、建設省に入省し、大臣官房地方厚生課技術企画官、1996年7月 道路局企画課道路事業調整官、1999年4月 建設経済局調整課事業総括調整官、国土交通省総合政策局国土環境・調整課事業総括調整官、2001年5月 兵庫県理事、2002年7月 国交省大臣官房技術調査課長。同職時には社団法人全日本建設技術協会研修委員長を兼任。2005年10月 横田耕治の後任として四国地方整備局長、2007年10月 中島威夫の後任として関東地方整備局長、2008年7月 菊川滋を後任として退官。
退官後、先端建設技術センター専務理事、同理事長、2017年7月 建設物価調査会顧問、同年10月 同理事長。

## 栄典
- 2021年 秋の叙勲で国土交通行政事務功労により瑞宝中綬章を受章[1]